# Heuringhem
Heuringhem és un municipi francès situat al departament del Pas de Calais i a la regió dels Alts de França. L'any 2007 tenia 1.307 habitants.

## Demografia

### Població
El 2007 la població de fet de Heuringhem era de 1.307 persones. Hi havia 478 famílies de les quals 64 eren unipersonals (32 homes vivint sols i 32 dones vivint soles), 181 parelles sense fills, 205 parelles amb fills i 28 famílies monoparentals amb fills.
La població ha evolucionat segons el següent gràfic:
Habitants censats

### Habitatges
El 2007 hi havia 498 habitatges, 485 eren l'habitatge principal de la família, 4 eren segones residències i 9 estaven desocupats. 494 eren cases i 4 eren apartaments. Dels 485 habitatges principals, 426 estaven ocupats pels seus propietaris, 58 estaven llogats i ocupats pels llogaters i 1 estava cedit a títol gratuït; 12 tenien dues cambres, 20 en tenien tres, 117 en tenien quatre i 336 en tenien cinc o més. 442 habitatges disposaven pel capbaix d'una plaça de pàrquing. A 173 habitatges hi havia un automòbil i a 292 n'hi havia dos o més.

### Piràmide de població
La piràmide de població per edats i sexe el 2009 era:
| Homes | Edats   | Dones |
| ----- | ------- | ----- |
| 0     | 95 o +  | 0     |
| 0     | 90 a 94 | 0     |
| 0     | 85 a 89 | 8     |
| 0     | 80 a 84 | 8     |
| 8     | 75 a 79 | 20    |
| 24    | 70 a 74 | 8     |
| 8     | 65 a 69 | 20    |
| 16    | 60 a 64 | 16    |
| 20    | 55 a 59 | 8     |
| 72    | 50 a 54 | 52    |
| 64    | 45 a 49 | 72    |
| 52    | 40 a 44 | 72    |
| 56    | 35 a 39 | 52    |
| 56    | 30 a 34 | 40    |
| 12    | 25 a 29 | 44    |
| 52    | 20 a 24 | 36    |
| 32    | 15 a 19 | 92    |
| 60    | 10 a 14 | 48    |
| 60    | 5 a 9   | 44    |
| 28    | 0 a 4   | 32    |

## Economia
El 2007 la població en edat de treballar era de 938 persones, 631 eren actives i 307 eren inactives. De les 631 persones actives 591 estaven ocupades (317 homes i 274 dones) i 40 estaven aturades (15 homes i 25 dones). De les 307 persones inactives 115 estaven jubilades, 97 estaven estudiant i 95 estaven classificades com a «altres inactius».

### Ingressos
El 2009 a Heuringhem hi havia 481 unitats fiscals que integraven 1.331 persones, la mediana anual d'ingressos fiscals per persona era de 19.385 €.

### Activitats econòmiques
Dels 24 establiments que hi havia el 2007, 1 era d'una empresa de fabricació de material elèctric, 2 d'empreses de fabricació d'altres productes industrials, 6 d'empreses de construcció, 3 d'empreses de comerç i reparació d'automòbils, 1 d'una empresa de transport, 3 d'empreses d'hostatgeria i restauració, 1 d'una empresa financera, 2 d'empreses immobiliàries, 3 d'empreses de serveis i 2 d'empreses classificades com a «altres activitats de serveis».
Dels 12 establiments de servei als particulars que hi havia el 2009, 2 eren tallers de reparació d'automòbils i de material agrícola, 5 paletes, 2 lampisteries, 2 perruqueries i 1 restaurant.
L'any 2000 a Heuringhem hi havia 11 explotacions agrícoles que ocupaven un total de 512 hectàrees.

## Equipaments sanitaris i escolars
El 2009 hi havia una escola elemental.

## Poblacions més properes
El següent diagrama mostra les poblacions més properes.